# Ampheres
Ampheres (altgriechisch Ἀμφήρης Amphḗrēs, deutsch ‚Umgürteter‘) ist in der griechischen Mythologie der Sohn des Poseidon und der Kleito.
Er erscheint einzig im Atlantis-Bericht des Platon als Zwillingsbruder des Euaimon. Nach ihren älteren Zwillingsbrüdern Atlas und Gadeiros sind sie die Könige von Atlantis.